# Santa María (Baja California)
Santa María es una localidad del estado mexicano de Baja California. Es parte del municipio de San Quintín.

## Toponimia
El nombre de la población hace referencia a la santa patrona de la localidad: María de Nazaret.

## Demografía
| Censo | Población |
| ----- | --------- |
| 2010  | 1 255     |
| 2020  | 2 172     |